# Instituto Navarro para la Igualdad
Instituto Navarro para la Igualdad / Nafarroako Berdintasunerako Institutua (INAI/NABI) es un organismo autónomo del Gobierno de Navarra de carácter transversal que trabaja para que las políticas de igualdad de género formen parte de todas las políticas públicas.

## Historia
El INAI/NABI tiene su origen en 1995, coincidiendo con la cuarta Conferencia Mundial sobre la Mujer en Beijing. Las políticas públicas ejercidas por este organismo en materia de igualdad, a lo largo de estos 25 años, se dividen en cuatro etapas: de 1995 a 2004, de 2004 a 2007, de 2008 a 2015 y de 2016 a 2019.
A lo largo de estos años, el instituto ha aprobado leyes pioneras en el conjunto del Estado en el ámbito de la lucha contra la violencia hacia las mujeres, tales como la Ley Foral para la adopción de medidas integrales contra la violencia sexista (2002). También la Ley Foral para actuar contra la violencia hacia las mujeres (2015), que colocó a Navarra a la cabeza del Estado en materia de violencia contra las mujeres, ya que esta ley considera este tipo de violencia una violación de los derechos humanos más habituales de cuantas se cometen en las sociedades contemporáneas, cumpliendo así el Convenio de Estambul.
La Ley Foral de igualdad entre hombres y mujeres, aprobada en 2019, también es pionera en utilizar el enfoque de la sostenibilidad de la vida, poniendo en el mismo nivel el trabajo reproductivo y el productivo, y en establecer estructuras de igualdad con dotación de recursos humanos en todos los departamentos del Gobierno de Navarra.
También ha suscrito acuerdos interinstitucionales contra la violencia contra las mujeres. En 2002, se firmó el I Acuerdo Interinstitucional para la atención integral a mujeres víctimas del maltrato doméstico y/o agresiones sexuales. En 2010, el II Acuerdo Interinstitucional por primera vez amplió el concepto de violencia hacia las mujeres, siguiendo el de Naciones Unidas y superando al estatal de pareja o expareja. En 2017, el III Acuerdo Interinstitucional para la Coordinación ante la violencia contra las mujeres incorporó las mejoras producidas en esta materia en los últimos años.
En el año 2010 trasladó su sede de la calle Estella a la avenida Carlos III nº 36 de Pamplona. En 2020 celebró su 25º aniversario.

## Órganos adscritos al Instituto

### Consejo Navarro de Igualdad
El Consejo Navarro de Igualdad es el órgano que articula la participación del movimiento asociativo de mujeres de Navarra en el funcionamiento de la Comunidad Foral de Navarra, concretándose su colaboración mediante la planificación, ejecución, seguimiento y evaluación de las políticas públicas de igualdad entre mujeres y hombres. Su régimen jurídico está constituido por el DECRETO FORAL 22/2012, de 9 de mayo, por el que se regulan las funciones, la composición y el régimen de funcionamiento del Consejo Navarro de Igualdad y por el DECRETO FORAL 15/2018, de 11 de abril por el que se modifica el Decreto Foral 22/2012.

### Consejo Navarro LGTBI+
El Consejo Navarro LGTBI+ es un órgano colegiado, de carácter consultivo, que se adscribe al Instituto Navarro para la Igualdad. Este órgano articula la participación del movimiento LGTBI+ de Navarra en el funcionamiento de la Administración de la Comunidad Foral de Navarra, concretándose su colaboración mediante la planificación, ejecución, seguimiento y evaluación de las políticas públicas de igualdad social de las personas LGTBI+.

## Premio Berdinna
El Gobierno de Navarra aprobó en 2018 un decreto foral por el que se instituyó el Premio “Berdinna” a la igualdad entre mujeres y hombres, cuya finalidad es destacar y reconocer públicamente la actuación de quienes se hayan distinguido por su labor en el ámbito de la igualdad entre mujeres y hombres en Navarra.
El jurado está presidido por un miembro de la Consejería de Presidencia, Igualdad, Función Pública e Interior y figura como vicepresidencia la dirección gerente del INAI/NABI. También lo integran cinco vocales: la subdirectora de Ciudadanía, Empoderamiento y Participación de las Mujeres del INAI/NBI; dos representantes del Consejo Navarro de Igualdad, una persona de la Federación Navarra de Municipios y Concejos (FNMC), y una persona de la entidad que obtuvo el Premio el año anterior.
| Entidades/Personas galardonadas con el Premio Berdinna |

| Año  | Entidad                                                                       |
| ---- | ----------------------------------------------------------------------------- |
| 2018 | Blanca Fernández Viguera.                                                     |
| 2019 | Asociación Colectivo Alaiz.                                                   |
| 2020 | Lunes Lilas/Astelehen Nafarroa.                                               |
| 2021 | Asociación de Familias y Mujeres del Medio Rural de Navarra, Afammer-Navarra. |
| 2022 | Federación Navarra de Discapacidad Física y Orgánica - COCEMFE Navarra.       |